# Konakovo
Konakovo (en russe : Конаково) est une ville de l'oblast de Tver, en Russie, et le centre administratif du raïon de Konakovo. Sa population s'élevait à 33 560 habitants en 2021.

## Géographie
Konakovo est située sur la rive droite du réservoir d'Ivankovo, sur la Volga, à 56 km au sud-est de Tver et à 118 km au nord-ouest de Moscou.

## Histoire
Les premières traces de présence humaine à Konakovo remontent à huit ou dix mille ans. Des objets datant du mésolithique, de l'âge du bronze et du fer ont été trouvés à proximité de la ville.
Dans la seconde moitié du premier millénaire, Konakovo est peuplée par les Slaves originaires de Finlande et de l'Oural.
Les témoignages attestent que le territoire de Gorodnya était habité par les Slaves-Krivich. La première mention écrite de Gorodnya date de 1312 lorsque Mikhail Tverskoy a signé un traité de paix entre le grand prince de Tver et les Novgorodiens dans la ville de Vertyazin.
Au XVIIIe siècle, le domaine de Konakovo devint une des possessions du prince Alexandre Danilovitch Menchikov. La famille Menchikov resta propriétaire des terres de Konakovo jusqu'en 1806.
Konakovo est connue à partir de 1806 sous le nom de Kouznetsovo. La ville se développa autour d'une fabrique de porcelaine construite entre 1826 et 1828.
En 1925, le village de Kouznetsovo devint une communauté urbaine. En 1929, un concours fut organisé pour choisir un nom pour le village et en 1930, Kouznetsovo devint officiellement Konakovo en l'honneur du révolutionnaire Porfiry Petrovich Konakov (1878-1906), un travailleur de la fabrique de porcelaine, qui participa activement à la révolte armée des marins et des ouvriers de Kronstadt lors de la Révolution de 1905 et qui fut arrêté et fusillé le 7 août 1906 à la suite d'une condamnation par un tribunal militaire. Konakovo a le statut de ville depuis 1937.
En 2021, deux championnats de wakesurf ont eu lieu dans la région de Tver: les championnats internationaux de l'Association compétitive de wake surf (CWCA) Konakovo et les championnats internationaux de l'Association mondiale de wake (WWA) Konakovo

## Population
Recensements (*) ou estimations de la population
| 1926* | 1931  | 1939*  | 1959*  | 1970*  | 1979*  |
| ----- | ----- | ------ | ------ | ------ | ------ |
| 3 759 | 5 100 | 11 949 | 13 705 | 29 545 | 36 828 |

| 1989*  | 2002*  | 2010*  | 2012   | 2013   | 2014   |
| ------ | ------ | ------ | ------ | ------ | ------ |
| 42 522 | 42 335 | 41 291 | 41 310 | 41 205 | 41 434 |

## Chanson
Une chanson ayant pour thème la ville de Konakovo a été composée en 1967 par le compositeur soviétique Oscar Feltsman, sur des paroles du poète soviétique Marc Lisianski. Elle a été interprétée par les Chœurs de l'armée rouge et le soliste Ivan Boukreïev.